# Врх при Пахи
Врх при Пахи (словен. Vrh pri Pahi) је насељено место у општини Ново Место, регија Југоисточна Словенија, Словенија.

## Историја
До територијалне реорганизације у Словенији био је у саставу старе општине Ново Место.

## Становништво
У попису становништва из 2011. године, Врх при Пахи је имао 87 становника.
| Број становника према пописима | Број становника према пописима | Број становника према пописима |
| ------------------------------ | ------------------------------ | ------------------------------ |
| 1991                           | 2002                           | 2011                           |
| 87                             | 89                             | 87                             |

Напомена: Године 1953. настала спајањем насеља Горењи Врх и Долењи Врх, која су укинута.